# Novibipalium venosum
Novibipalium venosum és una espècie de planària terrestre que pertany a la subfamília dels bipalins i que habita al Japó. Pot arribar a mesurar entre 50 i 90 mm de longitud i 2,5 mm d'amplada.